# Matias Barbosa
Matias Barbosa is een gemeente in de Braziliaanse deelstaat Minas Gerais. De gemeente telt 13.872 inwoners (schatting 2009). De plaats ligt aan de rivier de Paraibuna.

## Aangrenzende gemeenten
De gemeente grenst aan Belmiro Braga, Juiz de Fora, Santana do Deserto en Simão Pereira.

## Verkeer en vervoer
De plaats ligt aan de radiale snelweg BR-040 tussen Brasilia en Rio de Janeiro.